# Diritti LGBT in Montenegro

Posizione del Montenegro in Europa

I diritti delle persone LGBT (lesbiche, gay, bisessuali e transgender) in Montenegro sono differenti rispetto a quelli delle persone eterosessuali.
L'omosessualità è legale in Montenegro. Le famiglie guidate dalle coppie formate da individui dello stesso sesso non hanno diritto alle stesse protezioni legali disponibili per le coppie sposate composte da individui sesso opposto.

## Legalità dei rapporti sessuali tra persone dello stesso sesso
Il Montenegro ha decriminalizzato l'omosessualità nel 1977 e, nel medesimo anno, è stata parificata l'età del consenso (14 anni) per i rapporti omosessuali a quella dei rapporti eterosessuali.

## Riconoscimento delle relazioni tra persone dello stesso sesso
La Costituzione del Montenegro vieta i matrimoni omosessuali.
Il 13 novembre 2012, l'allora vice Primo Ministro Duško Marković affermò che il governo montenegrino stava preparando una legge per fornire qualche forma di riconoscimento legale alle coppie formate da persone dello stesso sesso. 
La Chiesa ortodossa serba e il Fronte Democratico si opposero alla proposta, sostenendo che distruggerebbe i valori cristiani e la vita famigliare nel Montenegro. Alla fine la legge non venne approvata.
Il 12 dicembre 2019, il governo approvò una seconda, simile bozza della legge. Il 14 gennaio 2020 venne introdotta nel parlamento. Il successivo 18 giugno venne sostenuta dalla commissione parlamentare sui diritti umani.
Il 1 luglio 2020 la legge sulle unioni civili venne approvata dal Parlamento, con una votazione di 42 favorevoli a 5 e 34 astenuti. La legge è stata sostenuta da Partito Democratico dei Socialisti del Montenegro, dai Socialisti democratici del Montenegro, dal Partito Socialdemocratico del Montenegro, dal Partito Liberale del Montenegro e da un deputato di Demos.
La legge venne, invece, opposta dall'opposizione e da 3 partiti rappresentanti minoranze etniche (croati, bosniaci e albanesi). La legge venne firmata il 3 luglio 2020 dal Presidente Milo Đukanović e venne pubblicata il 7 luglio successivo nella Gazzetta Ufficiale del Montenegro. Entrata in vigore l'ottavo giorno successivo alla pubblicazione. La legge è stata applicata a partire dal luglio 2021.
Secondo un sondaggio condotto nel 2019 dal Centar za građansko obrazovanje (CGO), la legge ha l'approvazione del 55% dei montenegrini, mentre il 39% degli intervistati si è dichiarato contrario.

## Protezione dalle discriminazioni
Il 27 luglio 2010 il parlamento montenegrino ha varato una legge contro la discriminazione che comprende l'orientamento sessuale e l'identità di genere tra i comportamenti sanzionati (questo era uno dei requisiti che il paese doveva soddisfare per l'adesione all'Unione europea).
Nel 2013, il codice penale è stato modificato al fine di proibire i discorsi d'odio sulla base sia dell'orientamento sessuale che dell'identità di genere, e al fine di prevedere un'aggravante se un reato è commesso a causa dello status LGBT della vittima. Queste modifiche sono entrate in vigore il 3 giugno 2014.
Alle persone omosessuali è permesso servire nelle forze armate.

## Identità ed espressione di genere
Nel Montenegro le persone transgender possono legalmente cambiare genere, ma è richiesto che si sottopongano a un'operazione di riassegnazione del sesso e sterilizzazione, che divorzino se sposate e ricevano diagnosi mediche per poterlo fare.

## Condizione sociale
Gay e lesbiche rischiano di dover subire discriminazioni e molestie nel Montenegro. All'interno della società vi sono atteggiamenti anti-gay e vi è una forte opposizione ai diritti LGBT.
Nonostante l'approvazione della legge sulle unioni civili, un precedente sondaggio ha mostrato come il 71% dei cittadini del Montenegro consideri l'omosessualità una malattia, e circa la metà pensa che la stessa sia un pericolo per la società e debba essere soppressa dallo stato.

### Attivismo LGBT
La scena gay è poco sviluppata. Il primo gay pride in Montenegro si è tenuto il 24 luglio 2013, nella città costiera di Budva, organizzato dall'ONG "LGBT Forum Progres", e ha causato molte reazioni all'interno del pubblico.
Il 20 ottobre 2013, un gay pride si è svolto a Pogdorica, la capitale, dove alcuni protestanti anti-gay particolarmente violenti sono stati arrestati dalla polizia.
Nel settembre 2017, il 5° gay pride annuale si è svolto senza particolari incidenti. È stato organizzato dall'ONG "Queer Montenegro", e ha visto la partecipazione di circa 200 persone.

## Tabella riassuntiva
| Attività e relazioni sessuali legali                         | (dal 1977)                                         |
| Parità dell'età di consenso (14)                             | (dal 1977)                                         |
| Leggi anti-discriminazione sul lavoro                        | (dal 2010)                                         |
| Leggi anti-discriminazione nella fornitura di beni e servizi | (dal 2010)                                         |
| Leggi anti-discriminazione in tutti gli altri settori        | (dal 2010)                                         |
| Matrimonio egualitario                                       | (incostituzionale dal 2007)                        |
| Unione civile                                                | (dal 2021)                                         |
| Adozioni                                                     | No                                                 |
| Autorizzazione a prestare servizio nelle forze armate        | Si                                                 |
| Diritto di cambiare legalmente sesso                         | (necessaria la sterilizzazione)                    |
| Accesso alla fecondazione in vitro per le coppie lesbiche    | No                                                 |
| Surrogazione di maternità                                    | (vietata a prescindere dall'orientamento sessuale) |
| Permessa la donazione di sangue per le persone omosessuali   | No                                                 |